# Nagyvárad tér (stanice metra v Budapešti)
Nagyvárad tér leží na jižním okraji širšího centra Budapešti na lince M3 budapešťského metra. Stanice byla otevřena roku 1976, tehdy jako konečná prvního úseku linky. Stanice je hloubená, uložená 7,06 metrů pod povrchem. V místě je umožněn přestup na tramvajovou linku 24.
V blízkosti stanice se nacházejí nemocnice a Semmelweisova univerzita.